# Tuba Büyüküstün
Tuba Büyüküstün (Istanbul, 5. srpnja, 1982.) turska je glumica. 

## Biografija
Tuba je završila srednju školu Dogus, a na sveučilištu Mimar Sinan studirala scenografiju i kostimografiju. Već za vrijeme studija, počela je glumiti u reklamama.
Debitirala je 2003. godine u TV seriji Sultan Makami, a popularna je i zbog uloge u TV seriji Çemberimde gül oya koju je snimala 2004. godine. Iste godine ostvarila je glavnu ulogu u filmu Gülizar. Nakon toga glumila je u filmu Babam ve Oglum te u seriji Ihlamurlar Altında, nakon čega je uslijedila uloga Asiye Kozcuoğlu u seriji Asi koja se snimala u Antakyji. Serija je ostvarila veliki uspjeh, ne samo u matičnoj zemlji, već i na Bliskom Istoku i Balkan. Također ostvarila je ulogu u filmu Yüreğine Sor koji je premijerno prikazan u ožujku 2010. Tuba je u prosincu 2010. bila zvijezda otvaranja Međunarodnog filmskog festivala u Kairu.U slobodno vrijeme bavi se slikarstvom, skulpturom, jahanjem te skijanjem.

### Privatni život
Sa snimateljem Samijem Saydanom bila je u vezi tri godine. Udala se za Onura Saylaka u srpnju 2011. godine. Ima dvije kćeri blizanke.

## Filmografija
| Godina        | Naslov                | Uloga                 | Vrsta               |
| ------------- | --------------------- | --------------------- | ------------------- |
| 2003.         | Sultan Makami         | Nesrin                | televizijska serija |
| 2004.         | Gülizar               | Gülizar               | film                |
| 2004.         | Çemberimde gül oya    | Zarife                | televizijska serija |
| 2005.         | Babam ve Oğlum        | Aysun                 | film                |
| 2005.         | Ihlamurlar altinda    | Filiz Tekiner         | televizijska serija |
| 2006.         | Sinav                 | Zeynep Erez           | film                |
| 2006.         | Aşk yolu              | Deniz                 | film                |
| 2007. – 2009. | Asi                   | Asiye “Asi” Kozcuoğlu | televizijska serija |
| 2010.         | Yüreğine sor          | Esma                  | film                |
| 2010. – 2011. | Gönülçelen            | Hasret                | televizijska serija |
| 2012. – 2013. | 20 Dakika (20 minuta) | Melek Halaskar        | televizijska serija |
| 2014.         | Kara Para Aşk         | Elif                  | televizijska serija |